# (269) Justitia
(269) Justitia ist ein Asteroid des mittleren Hauptgürtels, der am 21. September 1887 vom österreichischen Astronomen Johann Palisa an der Universitätssternwarte Wien entdeckt wurde.
Der Asteroid wurde benannt nach Justitia, der Göttin der Gerechtigkeit, Tochter von Jupiter und Astraea. Sie und ihre Mutter kamen in den Himmel, als das Goldene Zeitalter zu Ende ging. Sie trägt eine Waage und ein Schwert. Die Benennung erfolgte durch Hofrat August Biela († 1893), „einem eifrigen Freunde der Astronomie und Besitzer einer sehr hübschen kleinen Privatsternwarte.“ (Beilage zum astronomischen Kalender für 1889, S. 83)

## Wissenschaftliche Auswertung
Aus Ergebnissen der IRAS Minor Planet Survey (IMPS) wurden 1992 Angaben zu Durchmesser und Albedo für zahlreiche Asteroiden abgeleitet, darunter auch (269) Justitia, für die damals Werte von 53,6 km bzw. 0,10 erhalten wurden. Eine Auswertung von Beobachtungen durch das Projekt NEOWISE im nahen Infrarot führte 2011 zu vorläufigen Werten für den Durchmesser und die Albedo im sichtbaren Bereich von 54,6 km bzw. 0,09. Nachdem die Werte nach neuen Messungen mit NEOWISE 2012 auf 64,9 km bzw. 0,06 geändert worden waren, wurden sie 2014 auf 50,7 km bzw. 0,12 korrigiert. Nach der Reaktivierung von NEOWISE im Jahr 2013 und Registrierung neuer Daten wurden die Werte 2015 mit 58,6 km bzw. 0,15 angegeben, diese Angaben beinhalten aber hohe Unsicherheiten.
Bei kombinierten spektroskopischen Beobachtungen im sichtbaren und nah-infraroten Bereich, die im Januar 2021 an der Infrared Telescope Facility (IRTF) am Mauna-Kea-Observatorium auf Hawaiʻi und am Astronomical Observatory (SAO) der Seoul National University in Südkorea durchgeführt wurden, konnten mit (203) Pompeja und 269 Justitia zwei extrem rote Hauptgürtel-Asteroiden identifiziert werden. Sie sind die rötesten Objekte im Asteroidengürtel und ähneln den Objekten, die im äußeren Sonnensystem unter transneptunischen Objekten (TNOs) und Zentauren gefunden wurden. Die spektroskopische Ergebnisse weisen auf das Vorhandensein komplexer organischer Materialien auf der Oberflächenschicht dieser Asteroiden hin, was bedeuten könnte, dass sie in der Nähe von Neptun entstanden und während einer Phase der Planetenmigration in die Region des Hauptgürtels verpflanzt wurden.
Photometrische Messungen von (269) Justitia fanden erstmals statt vom 6. bis 15. August 1984 am La-Silla-Observatorium in Chile. Die aufgezeichnete Lichtkurve wurde damals zu einer Rotationsperiode von 16,545 h ausgewertet. Neue Beobachtungen vom 21. November 2015 bis 3. Januar 2016 während 11 Nächten am Organ Mesa Observatory in New Mexico ergaben jedoch eine Periode von 33,128 h, das Doppelte des zuvor ermittelten Wertes.
Im Rahmen einer Zusammenarbeit zwischen dem Lulin-Observatorium auf Taiwan und der Sternwarte am purpurnen Berg in China sollten Asteroiden mit superschneller Rotation aufgespürt werden. Mit dem Chinese Near-Earth Object Survey Telescope (CNEOST) an der Außenstelle Xuyi wurde bei zwei Durchmusterungen im Februar/März 2017 und März 2018 auch eine Lichtkurve von (269) Justitia erfasst, aus der allerdings eine Rotationsperiode von 16,55 h abgeleitet wurde. Aus archivierten Daten des Asteroid Terrestrial-impact Last Alert System (ATLAS) aus dem Zeitraum 2015 bis 2018 wurden in einer Untersuchung von 2020 für ein ellipsoidisches Gestaltmodell des Asteroiden zwei alternative Positionen für die Rotationsachse mit einer retrograden Rotation sowie eine Periode von 33,1291 h bestimmt.
Zwischen 2012 und 2018 wurden mit der All-Sky Automated Survey for Supernovae (ASAS-SN) auch photometrische Daten von 20.000 Asteroiden aufgezeichnet. Auf mehr als 5000 davon konnte erfolgreich die Methode der konvexen Inversion angewendet werden, darunter auch (269) Justitia, für die in einer Untersuchung von 2021 ein verbessertes dreidimensionales Gestaltmodell für zwei alternative Rotationsachsen mit retrograder Rotation und einer Periode von 33,129 h berechnet wurde. Aus archivierten Daten des Asteroid Terrestrial-impact Last Alert System (ATLAS) aus dem Zeitraum 2015 bis 2018 konnte in einer Untersuchung von 2022 mit der Methode der konvexen Inversion eine Rotationsperiode von 33,1294 h bestimmt werden.

## GeplanteEmirates Mission to the Asteroid Belt
Im Jahr 2023 geriet (269) Justitia verstärkt in den Fokus des wissenschaftlichen Interesses durch die ab 2028 geplante Emirates Mission to the Asteroid Belt (EMA). Die Raumsonde MBR Explorer soll bei Vorbeiflügen sechs Hauptgürtel-Asteroiden untersuchen und schließlich im Oktober 2034 ein Rendezvous mit (269) Justitia durchführen, auf der ein halbes Jahr danach noch ein Lander abgesetzt werden soll. Es wurden dazu im Vorfeld verschiedene Untersuchungen des Asteroiden durchgeführt, um die Kenntnisse über ihn zu erweitern.

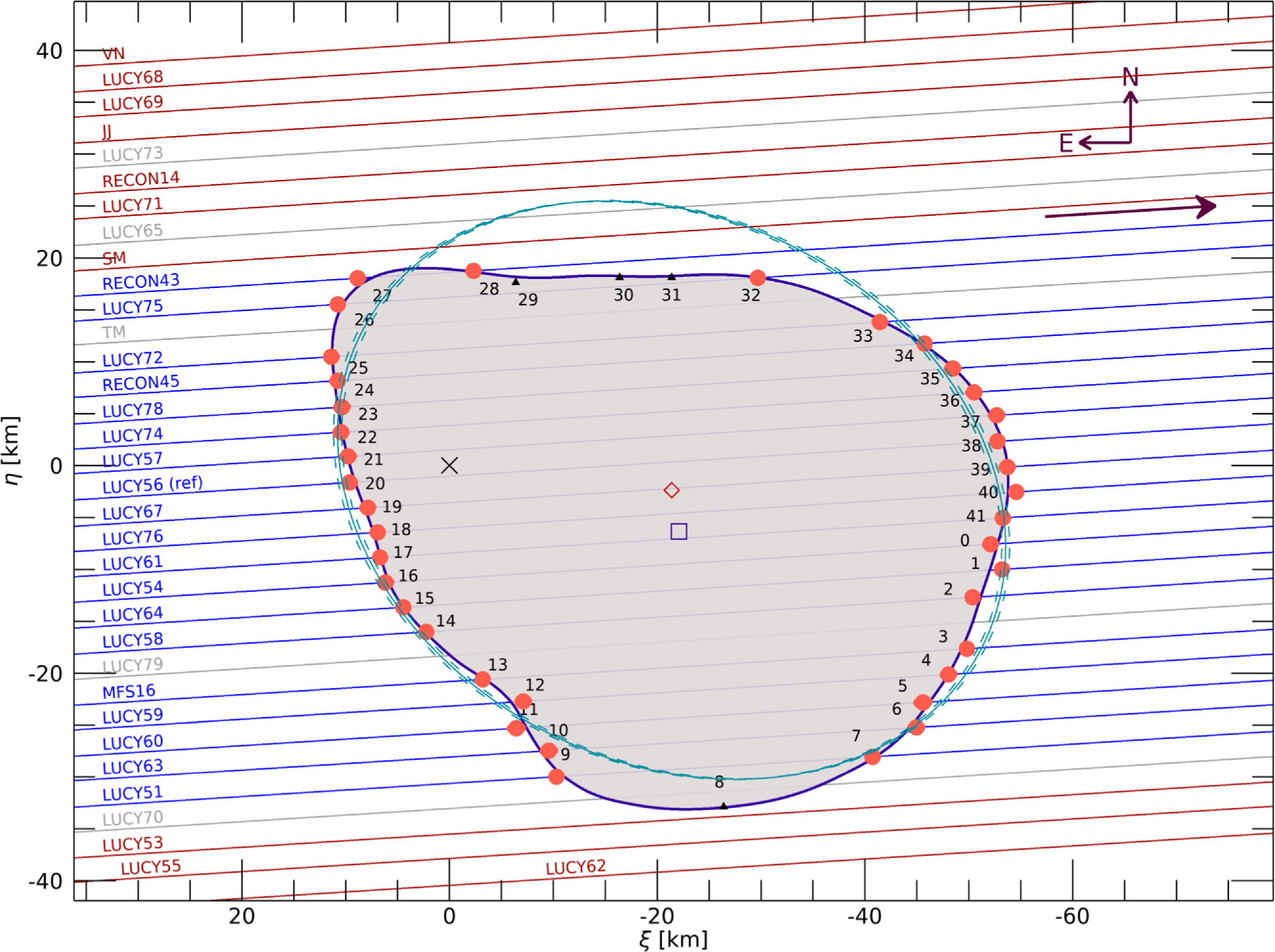
Beobachtungsergebnisse einer Sternbedeckung durch (269) Justitia am 31. August 2023 und daraus abgeleitetes Profil

Aus archivierten photometrischen Daten des Zeitraums 1984 bis 2017 sowie neuen Beobachtungen von Oktober 2019 bis Juli 2022 an Observatorien in der Türkei, Litauen, Ungarn, Polen, Ukraine, Großbritannien, Frankreich und Südkorea wurden in einer Untersuchung von 2025 mit der Methode Convex Inversion Thermophysical Model (CITPM) dreidimensionale Gestaltmodelle des Asteroiden für zwei alternative Positionen der Rotationsachse mit retrograder Rotation und einer Periode von 33,12962 h berechnet. Für den äquivalenten Durchmesser wurden Werte von 55–60 km abgeleitet. Die Albedo von 0,06 passte zur Hypothese, dass (269) Justitia in der transneptunischen Region eisiger Körper entstand, mit einer Oberfläche, die mit dunklerem organischem Material bedeckt war und später durch die Rötungsprozesse des organischen Eises noch dunkler wurde. Die thermophysikalischen Eigenschaften lassen darauf schließen, dass die Oberfläche lange Zeit durch Mikrometeoritenbeschuss beeinflusst wurde, was zu einer Schicht aus feinem Regolith mit einer hohen Oberflächenrauheit führte.
Am 31. August 2023 ereignete sich eine Bedeckung eines Sterns 14. Größe durch (269) Justitia. Zur Beobachtung des Ereignisses wurden 34 Beobachtungsstationen im östlichen Wyoming errichtet. Aus der Auswertung der Daten konnte 2025 ein Querschnittsprofil des Asteroiden erstellt werden, dass sehr gut zu einem der alternativen CITPM-Modelle passte und damit eine der Rotationsachsen bestätigte. Es zeigte sich, dass (269) Justitia eine unregelmäßige Form mit großflächigen Facetten und einem äquivalenten Durchmesser im Bereich von 57,0–57,8 km sowie eine Albedo von 0,07 aufweist.